# Gomphrena umbellata
Gomphrena umbellata là loài thực vật có hoa thuộc họ Dền. Loài này được Remy mô tả khoa học đầu tiên năm 1846.